# Décès en août 1938
Décès
- 1934
- 1935
- 1936
- 1937
- 1938
- 1939
- 1940
- 1941
- 1942

Pour une information complémentaire, voir la page d'aide.

| Date    | Nom      | Pays                  | Activités                 | Âge | Source |
| ------- | -------- | --------------------- | ------------------------- | --- | ------ |
| 29 août | Béla Kun | Drapeau de la Hongrie | Homme politique hongrois. | 52  |        |